# Adam Gontier

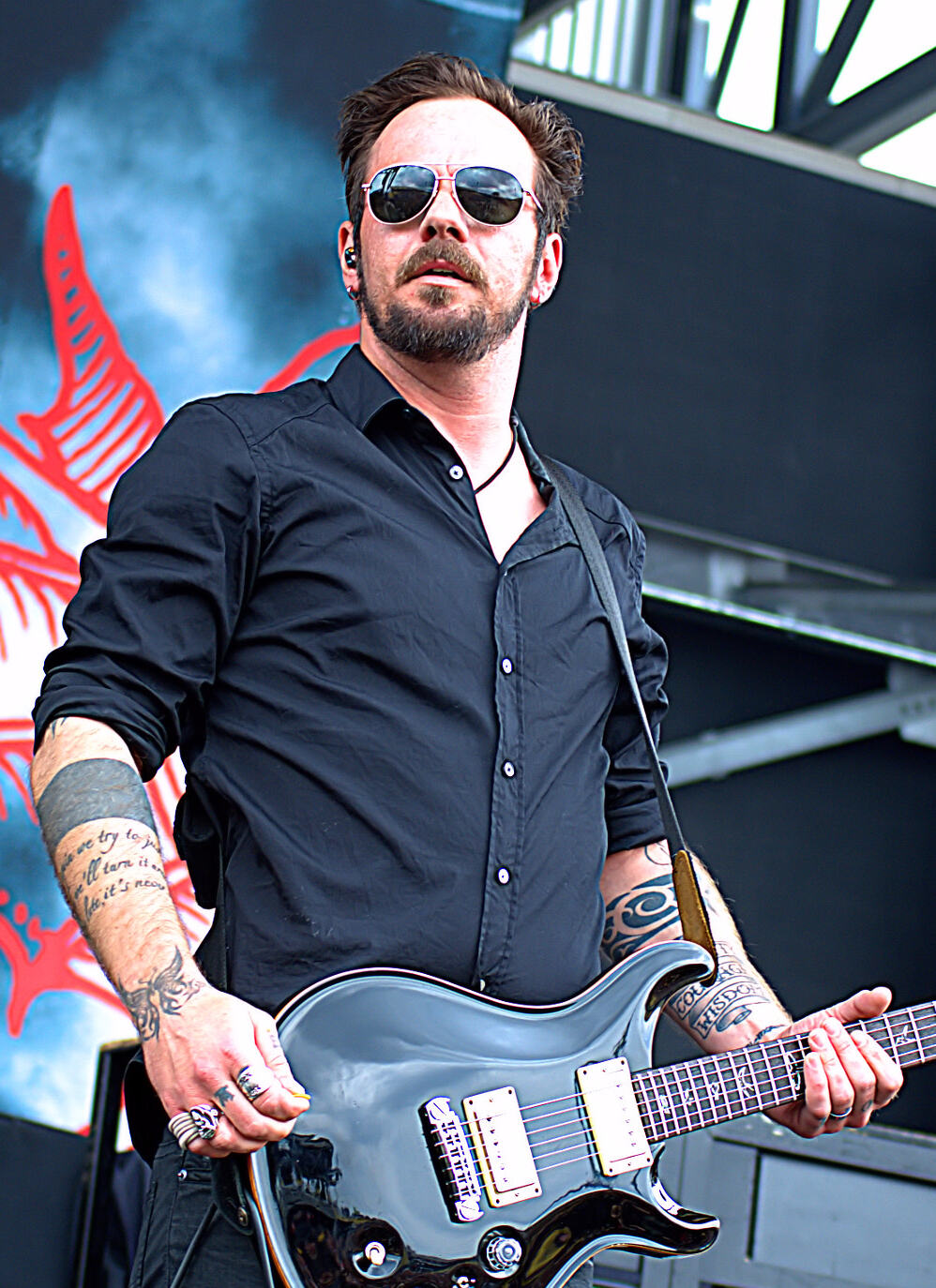
Adam Gontier, 2015

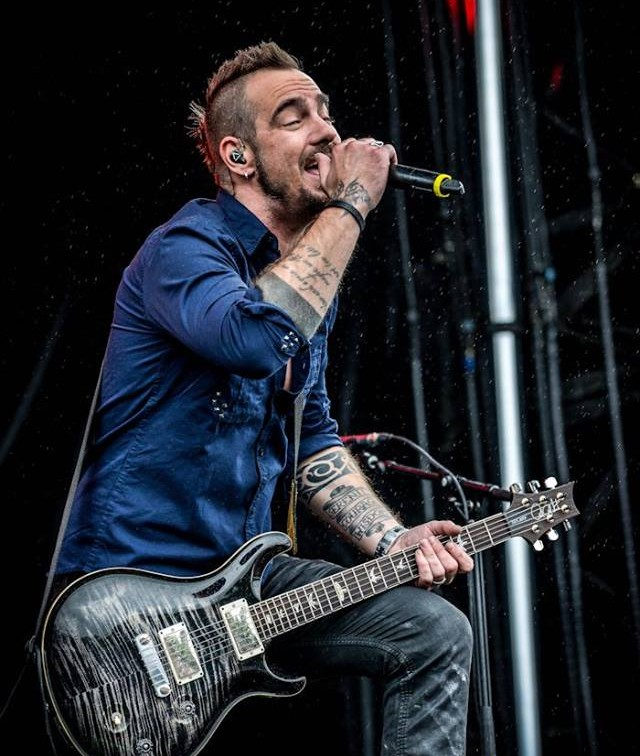
Adam Gontier, 2015

Adam Wade Gontier  (* 25. Mai 1978 in Peterborough, Ontario) ist ein kanadischer Rockmusiker. Er war bis Anfang 2013 der Frontsänger, Rhythmusgitarrist und Haupt-Songwriter von Three Days Grace. Seit 2015 ist er Frontmann von Saint Asonia und seit 2024 wieder in der Band Three Days Grace.

## Leben
Sein Interesse an Musik hat er von seinen Eltern, die jegliche Art von Musik hörten. Seine Mutter war es auch, die es ihm beibrachte, live aufzutreten. Seine Bandkollegen Neil Sanderson, Brad Walst, Barry Stock stammen wie er aus Norwood, Kanada. Auf dem sechsten Apocalyptica-Album Worlds Collide ist er Gastsänger bei dem Lied I Don't Care. 2004 heiratete Adam seine Jugendliebe Naomi aus der Highschool in Ontario. 2005 begab sich Gontier in eine Entzugsklinik in Toronto, wo einige Songs für das Album One-X geschrieben wurden, unter anderem Animal I Have Become, Pain, Gone Forever, Riot, Over and Over und Get Out Alive. Der Entzug half ihm von seiner Sucht wegzukommen. Seit 2013 sind Naomi und Adam getrennt. Adam heiratete Jeanie Marie, die auch im Musikvideo von Better Place mitspielt. Am 21. Dezember 2012 verließ Adam die Band Three Days Grace aus persönlichen Gründen. Von da an arbeitete er an einer Karriere als Solokünstler. Später gründete Gontier zusammen mit Mike Mushock, Corey Lowery und Rich Beddoe die Band Saint Asonia. Sie hatte ihren ersten offiziellen Auftritt am 16. Mai 2015 beim Festival Rock on the Range in Columbus, Ohio. Auch die erste Single der neuen Band Better Place wurde am 16. Mai veröffentlicht. Das Album Saint Asonia erschien am 31. Juli 2015 und umfasst elf Songs + zwei Bonustitel in der europäischen Edition. 2019 erschien das zweite Album Flawed Design, auf diesem erscheinen unter anderem Sharon del Adel (Within Temptation) und Sully Erna (Godsmack) als Gastsänger in den Songs Sirens und The Hunted.

## Three Days Grace 1997–2013
Adam Gontier gründete 1997 mit Neil Sanderson und Brad Walst die Band Three Days Grace. Nach sechs Jahren erschien das erste Album Three Days Grace und umfasst zwölf Songs. Sie kamen mit dem Album auf Platz 69 der Billboard 200. Das nächste Album One-X erschien 2006 mit dem neuen Bandmitglied Barry Stock. Songs wie Animal I Have Become, Pain, Gone Forever, Riot, Over and Over und Get Out Alive wurden von Gontier geschrieben, als er sich in eine Drogenentzugsklinik begab. In den Billboard 200 kam das Album auf Platz 5 und war mit 78.000 verkauften Kopien das bestverkaufte Album zu diesem Zeitpunkt. 2016 wurde One-X mit 3 Millionen Verkäufen zum Platin-Album gekürt. 2009 kam Life Starts Now raus und war das dritte Studioalbum der Band. Das Album kam auf Platz 3 der Billboard 200, es erreichte außerdem Platin in Kanada und Gold in den USA. Die Single „Break“ erreichte Platz 1 der US Billboard Rock Songs Charts und der US Billboard Mainstream Rock-Charts. 2012 erschien das letzte Studioalbum von Three Days Grace mit Frontman Adam Gontier. Das Musikvideo von Chalk Outline war das Letzte von Gontier bei Three Days Grace.

## Saint Asonia 2015-Jetzt
Im April 2014 begannen Gontier und Staind-Gitarrist Mike Mushok gemeinsam Songs zu schreiben, ohne die Absicht, eine Band zu gründen. Bald weckten sie das Interesse von RCA Records. Das Duo verpflichtete später den ehemaligen Finger-Eleven-Schlagzeuger Rich Beddoe und den ehemaligen Dark New Day-Bassisten Corey Lowery, um seine Besetzung zu vervollständigen. Am 15. Mai 2015 veröffentlichte die Gruppe ihre Debütsingle „Better Place“. Am 31. Juli 2015 veröffentlichte die Band ihr selbstbetiteltes Debüt-Studioalbum. Anfang 2019 unterschrieb die Gruppe bei Spinefarm Records und veröffentlichte später im selben Jahr ihr zweites Studioalbum Flawed Design. Im Jahr 2022 veröffentlichte die Gruppe zwei EPs, Introvert und Extrovert, bevor sie beide EPs am 9. Dezember 2022 physisch als Introvert/Extrovert mit Bonustracks veröffentlichte.

## Three Days Grace 2024–Jetzt
Am 3. Oktober 2024 hat die Band bekannt gegeben, das Adam Gontier wieder Teil der Band ist.

## Andere Veröffentlichungen und Auftritte
Gontier trat 2023 live mit Skillet auf und haben eine Live-Single auf Spotify veröffentlicht.

## Belege
1. ↑  Three Days Grace. In: Three Days Grace. Abgerufen am 6. Oktober 2016.
2. ↑  Three Days Grace – Chart history | Billboard. In: www.billboard.com. Abgerufen am 6. Oktober 2016.
3. ↑  Gold & Platinum – RIAA. Abgerufen am 6. Oktober 2016 (amerikanisches Englisch).
4. ↑  Three Days Grace – Chart history | Billboard. In: www.billboard.com. Abgerufen am 6. Oktober 2016.
5. ↑  Three Days Grace – Chart history | Billboard. In: www.billboard.com. Abgerufen am 6. Oktober 2016.
6. ↑  Three Days Grace – Three Days Grace. Abgerufen am 4. Oktober 2024.
7. ↑  Chartplatzierungen US-Singles. Abgerufen am 3. Januar 2014.

| Personendaten    | Personendaten                 |
| ---------------- | ----------------------------- |
| NAME             | Gontier, Adam                 |
| ALTERNATIVNAMEN  | Gontier, Adam Wade            |
| KURZBESCHREIBUNG | kanadischer Rocksänger        |
| GEBURTSDATUM     | 25. Mai 1978                  |
| GEBURTSORT       | Peterborough, Ontario, Kanada |